# 东北黑螯虾
东北黑螯虾又名长白山龙虾、草龙虾、水蝲蛄、蝲蛄夹、蝲蝲蛄，是蝲蛄科拟螯虾属的一種淡水龙虾，原产于中国东北地区、朝鲜半岛及俄罗斯远东地区，是一种常见的食用龙虾。